# سیارک ۲۹۸۶
سیارک ۲۹۸۶ (به انگلیسی: 2986 Mrinalini، نامگذاری:2525P-L) دو هزار و نهصد و هشتاد و ششمین سیارک کشف شده‌است که در ۲۴ سپتامبر ۱۹۶۰ کشف شد.
قدر مطلق سیارک برابر ۱۱٫۹۰ است.